# Eclissi solare del 20 settembre 1960
L'eclissi solare del 20 settembre 1960  è stato un evento astronomico che ha avuto luogo il suddetto giorno attorno alle ore 22:59 UTC. Tale evento ha avuto luogo nel Nord America, nella parte nord-orientale dell'Unione Sovietica e in alcune aree circostanti. L'eclissi del 20 settembre 1960 è stata la seconda eclissi solare nel 1960 e la 139ª nel XX secolo. La precedente eclissi solare si è verificata il 27 marzo 1960, la seguente il 15 febbraio 1961.

## Percorso e visibilità
Questa eclissi solare parziale poteva essere vista nella maggior parte del Nord America ad eccezione dell'est, nel Messico settentrionale, nella Groenlandia nord occidentale e nell'Unione Sovietica nord orientale (ora Russia). Ad est della linea internazionale del cambio di data l'eclissi solare è avvenuta il 20 settembre locale, mentre ad ovest di tale linea il 21 settembre.

## Eclissi correlate

### Eclissi solari 1957 - 1960
Questa eclissi è un membro di una serie semestrale. Un'eclissi in una serie semestrale di eclissi solari si ripete approssimativamente ogni 177 giorni e 4 ore (un semestre) in nodi alternati dell'orbita della Luna.